# Żabinka (stacja kolejowa)
Żabinka (biał. Жабинка, ros. Жабинка) – stacja kolejowa w Żabince, w rejonie żabineckim, w obwodzie brzeskim, na Białorusi. 
Znajduje się na magistrali Berlin-Warszawa-Mińsk-Moskwa.

## Historia
Stacja powstała w XIX w. na drodze żelaznej moskiewsko-brzeskiej pomiędzy stacjami Tewle i Brześć

## Ruch pociągów
| № pociągu | Trasa                          | № pociągu | Trasa                          |
| --------- | ------------------------------ | --------- | ------------------------------ |
| 027       | Moskwa — Brześć                | 028       | Brześć — Moskwa                |
| 067       | Saratów — Brześć               | 068       | Brześć — Saratów               |
| 095       | Moskwa — Brześć                | 096       | Brześć — Moskwa                |
| 103       | Nowosybirsk — Brześć           | 104       | Brześć — Nowosybirsk           |
| 603       | Homel — Brześć                 | 604       | Brześć — Homel                 |
| 605       | Witebsk — Brześć               | 606       | Brześć — Witebsk               |
| 607       | Mińsk — Brześć                 | 608       | Brześć — Mińsk                 |
| 649       | Mohylew — Brześć               | 650       | Brześć — Mohylew               |
| 651       | Mińsk — Brześć                 | 652       | Brześć — Mińsk                 |
| 657/661   | Witebsk/Kościukowicze — Brześć | 658/662   | Brześć — Witebsk/Kościukowicze |
| 663       | Mińsk — Brześć                 | 664       | Brześć — Mińsk                 |
| 667       | Mińsk — Brześć                 | 668       | Brześć — Mińsk                 |
| 761       | Baranowicze — Brześć           | 762       | Baranowicze — Witebsk          |
| 763       | Baranowicze — Brześć           | 764       | Baranowicze — Witebsk          |
| 765       | Baranowicze — Brześć           | 766       | Baranowicze — Witebsk          |